# Eudendrium rameum
Eudendrium rameum är en nässeldjursart som först beskrevs av Peter Simon Pallas 1766.  Eudendrium rameum ingår i släktet Eudendrium och familjen Eudendriidae. Arten är reproducerande i Sverige. Inga underarter finns listade i Catalogue of Life.